# Bosc-Renoult-en-Roumois
Bosc-Renoult-en-Roumois foi uma antiga comuna francesa na região administrativa da Normandia, no departamento de Eure. Estendia-se por uma área de 2,55 km². Em 2010 a comuna tinha 1 027 habitantes (densidade: 402,7 hab./km²).
Em 1 de janeiro de 2017, passou a formar parte da nova comuna de Thénouville.